# She Will
《She Will》(쉬 윌)은 미국의 랩퍼 릴 웨인의 앨범 Tha Carter IV에 수록되어 있는 노래이다. 피쳐링은 릴 웨인이 설립한 영 머니 엔터테인먼트의 소속 가수인 드레이크가 했다. 웅장한 비트가 특징인 곡이며, 릭 로스, 버스타 라임스, T.I. 등이 리믹스 작업을 했다. 빌보드 핫 100 차트에서 3위를 기록한 적이 있다.

## 곡 목록
디지털 싱글
| #  | 제목                           | 작사·작곡                                     | 프로듀서 | 재생 시간 |
| -- | ------------------------------ | --------------------------------------------- | -------- | --------- |
| 1. | 〈She Will〉 (피처링 드레이크) | 드웨인 카터, 오브리 그레이엄, 타일러 윌리엄스 | T-Minus  | 5:07      |